# Toshiya
Toshiya, właśc. Toshimasa Hara (jap. 原敏政 Hara Toshimasa; pseud. Toto, Totchi) (ur. 31 marca 1977 w Kōshoku (obecnie Chikuma), w prefekturze Nagano) – basista japońskiego zespołu rockowego Dir En Grey. Dołączył do zespołu po rozpadzie La:Sadie's. Wcześniej należał do MONALIZA, D+L, GOSSICK.
Zanim Toshiya podjął grę na gitarze basowej, próbował grać na innych instrumentach jak gitara czy perkusja (w zespole MONALIZA był gitarzystą). Na gitarze basowej zaczął grać zainspirowany J, basistą popularnej japońskiej grupy LUNA SEA.